# Microrreserva de flora
Una Microrreserva de flora es una zona con una extensión inferior a 20 ha, declarada por Orden de los organismos competentes en materia de medio ambiente de las comunidades autónomas, bien sea por la propia Administración o a propuesta los propietarios del terreno, con la finalidad de favorecer la conservación de las especies botánicas raras, endémicas o amenazadas, o las unidades de vegetación que contienen. 
Otras finalidades contempladas por las normativas son:
- Dotar de mayor protección legal y permanencia a parcelas experimentales de investigación botánica y forestal.
- Conservar las "localidades clásicas botánicas" (aquellos sitios donde fueron descubiertas para la ciencia nuevas especies).
- Favorecer la conservación de los sustratos sobre los que crece la vegetación y, en especial, los perfiles-tipo geológicos o de suelos.
- Preservar inventarios sobresalientes de unidades de vegetación protegidos por la Directiva de Hábitats de la Unión Europea.
- Conservar, individualmente o en conjunto, árboles monumentales o singulares que crecen sobre terrenos naturales, así como árboles-élite, árboles-plus u otros destinados a la investigación forestal.
- Preservar recorridos botánicos didácticos y rutas ecológicas para la docencia botánica.
- Facilitar las reintroducciones o reforzamientos poblacionales de plantas amenazadas o en peligro de extinción.

- Datos: Q6013445